# Miss Moldavia

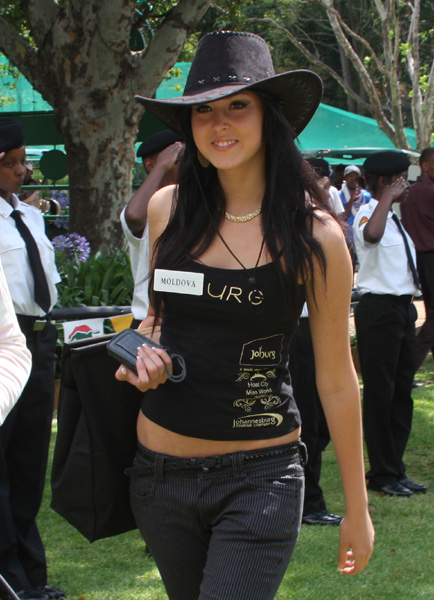
Iana Varnacova, Miss Moldavia 2008.

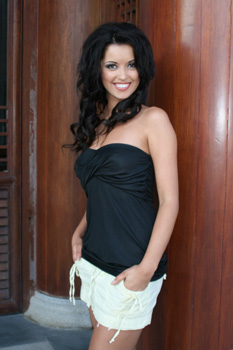
Ina Codreanu, Miss Moldavia 2007.

Miss Moldavia (Мисс Молдова) è un concorso di bellezza femminile che si tiene annualmente in Moldavia. Le vincitrici e le finaliste del concorso hanno la possibilità di rappresentare il proprio paese a Miss Mondo e Miss Europa.

## Albo d'oro
| Anno | Vincitrice        | Rappresentante a Miss Mondo | Rappresentante a Miss Europa | Rappresentante a Miss International |
| ---- | ----------------- | --------------------------- | ---------------------------- | ----------------------------------- |
| 1999 | ?                 | ?                           | Lilia Ciofu                  | ?                                   |
| 2000 | ?                 | Mariana Moraru              | ?                            | Elena Andrej                        |
| 2001 | Margareta Bogos   | ?                           | Yuliya Shavelyeva            | ?                                   |
| 2002 | ?                 | ?                           | Elena Streapunina            | Mariana Moraru                      |
| 2003 | ?                 | Yelena Danilciuk            | ?                            | ?                                   |
| 2004 | ?                 | Marina Chivaciuk            | ?                            | ?                                   |
| 2005 | ?                 | Irina Dolovova              | Irina Sili                   | ?                                   |
| 2006 | Alexandra Demciuk | Alexandra Demciuk           | Yekaterina Vigovskaya        | ?                                   |
| 2007 | Ina Codreanu      | Ina Codreanu                | ?                            | ?                                   |
| 2008 | Iana Varnacova    | Maria Bujor                 | ?                            | ?                                   |
| 2009 | ?                 | Masha Bragaru               | ?                            | Catalina Stascu                     |
| 2010 | ?                 | Daria Zaiteva               | ?                            | ?                                   |
| 2011 | Veronica Popovici | Veronica Popovici           | ?                            | ?                                   |
| 2012 | Ana Diaconu       | ?                           | ?                            | ?                                   |
| 2013 | Valeria Tsurkan   | ?                           | ?                            | ?                                   |
| 2014 | Alexandra Caruntu | ?                           | ?                            | ?                                   |
| 2015 | Anastasia Iacub   | Anastasia Iacub             | ?                            | ?                                   |